# إسماعيل الأطرش
إسماعيل الأطرش كان شيخ الدروز البارز في جبل حوران وهي منطقة جبلية تقع جنوب شرق دمشق في منتصف القرن التاسع عشر وتوفي في نوفمبر 1869. انتقلت عائلته إلى المنطقة في أوائل القرن التاسع عشر. وباعتبارهم وافدين جدد نسبياً فقد افتقروا إلى النفوذ في وطنهم الجديد، لكن إسماعيل نجح تدريجياً في ترسيخ نفسه كقوة في قرية القريا وحافظ على استقلاله الافتراضي عن العشائر الدرزية البارزة. وكان ذلك يرجع بحد كبير إلى السمعة التي اكتسبها في ساحة المعركة أثناء حملات الزعيم الدرزي شبلي العريان في أربعينيات القرن التاسع عشر. وقد أدت زعامة إسماعيل للدروز في الصراعات الإقليمية مع القبائل البدوية المحلية وعلاقاته مع السلطات العثمانية ودعمه للدروز ضد المسيحيين خلال الحرب الأهلية في جبل لبنان عام 1860 إلى ترسيخ سلطانه. حيث كان راعياً للقادمين الجدد من الدروز من جبل لبنان وبفضل دعمهم تمكن من التغلب على عشيرة الحمدان كقوة رئيسية في جبل حوران. أما في عام 1868 فقد عيّن الحاكم العثماني لسوريا -رشيد باشا- إسماعيل كحاكم إقليمي (مدير) لجبل حوران مما أثار غضب منافسيه الدروز الذين شكلوا تحالفات مع القبائل البدوية والفلاحين المسلمين في سهل حوران لتقييد سلطة إسماعيل. ومع ذلك فقد سيطر بحلول ذلك الوقت على 18 قرية وكان العديد منها تحت قيادة أبنائه الثمانية. وأصبح أحد هؤلاء -إبراهيم- رئيسًا لعشيرة الأطرش بعد وفاة إسماعيل.

## البدايات
وُلِد إسماعيل لمحمد الأطرش. حيث كان الأخير أصم ومن هنا جاء اسم العائلة "الأطرش" والذي يعني "الأصم" باللغة العربية. هاجر جد إسماعيل واسمه أيضاً إسماعيل إلى منطقة حوران جنوب دمشق في أوائل القرن التاسع عشر. وقد ورد ذكر إسماعيل لأول مرة في السجل التاريخي في أوائل أربعينيات القرن التاسع عشر عندما انضم إلى شبلي العريان الزعيم الدرزي في وادي التيم في جهوده للتدخل نيابة عن دروز جبل لبنان ضد الموارنة. واكتسب إسماعيل سمعة طيبة بين الدروز لأدائه في ساحة المعركة وبعد وفاة العريان خلفه كزعيم عسكري افتراضي للدروز.
استقر إسماعيل في قرية القريا في الطرف الجنوبي من جبل حوران المنطقة الجبلية الشرقية من حوران، وكان مستقلاً عن شيوخ الدروز الحاكمين التقليديين في المنطقة. وقد شجع على استيطان الفلاحين الدروز والمسيحيين للقريا وشكل تدريجيًا مشيخته الخاصة. بين أربعينيات وخمسينيات القرن التاسع عشر قاد الدروز في صراعاتهم مع القبائل البدوية المحلية والسلطات العثمانية. وفي نهاية المطاف أقام تحالفات مع القبائل البدوية التي دفعت له مقابل الوصول إلى مصادر المياه في مشيخته. وقد سُجِّلت العديد من لقاءاته مع زعماء القبائل البدوية في قصائد ابنه شبلي، وأصبحت القصائد معروفة جيدًا بين البدو وكان رجال القبائل يرددونها حتى شبه جزيرة سيناء. وأصبح وسيطاً بين البدو والدروز من جهة والسلطات من جهة أخرى.
في عام 1852 قاد شيوخ الدروز وفلاحيهم في ثورة ضد أوامر التجنيد العثمانية. بين ذلك الحين وعام 1857 بذل جهودًا كبيرة لتوسيع مشيخته إلى الأراضي التي تسيطر عليها عشيرة حمدان والتي كانت حتى صعود إسماعيل أقوى عائلة درزية في جبل حوران. وفي عام 1857م استولى على قرية عارة وأخرج شيخها هزاع الحمدان وأضاف القرية إلى مشيخته التي كانت تتألف في ذلك الوقت من القريا وبكا. كما وجه المهاجرين الدروز من جبل لبنان إلى الاستقرار في قرى صلخد وعرمان وسوهة الخضر والكفر وحبران إلا أنه لم يكن له سيطرة على تلك القرى.

## تعزيز السلطة
خلال الحرب الأهلية في جبل لبنان عام 1860 طلب سعيد جنبلاط الزعيم الأعلى للدروز في الشوف مساعدة إسماعيل في الصراع الدرزي مع الموارنة. وفي استئنافه ذكر جنبلاط أنه لولا تدخل إسماعيل لكان الدروز مهددين بالإبادة. وبحسب ما ذكره تشرشل الدبلوماسي البريطاني فإن إسماعيل ورجاله "خرجوا كالنمور من أوكارهم" استجابة لدعوة جنبلاط. وقاد إسماعيل 3000 مقاتل نحو وادي التيم وانضم إليهم 2000 مقاتل درزي آخر. ثم شن إسماعيل غارات مفاجئة وسريعة على القرى والقوات المسيحية في وادي التيم وزحلة وسهل البقاع. دعي إسماعيل للتدخل لأن الدروز "أشادوا به لمهاراته العسكرية وشجاعته" وفقًا للمؤرخ الدرزي قيس فيرو. وفي أعقاب الحرب تعززت زعامة إسماعيل للدروز بصفة أكبر.
أدى وصول المهاجرين الدروز من جبل لبنان إلى جبل حوران بين عامي 1860 و1867 إلى تعزيز قوة إسماعيل وزيادة نفوذه ضد منافسيه الرئيسيين عشيرة بني عامر الدرزية. وبحلول عام 1867 توسع نطاق مشيخته لتشمل مجيمير وذيبين وأورمان وأم الرمان وملاح وصلخد. بالإضافة لذلك شكلت قرى صحوة بلاطة (التي يسيطر عليها بني الحناوي) والروحة وكناكر (التي يسيطر عليها أبو راس) والجبيب (التي يسيطر عليها بني سيف) وخربة عواد (التي يسيطر عليها بني شرف الدين) جزء من منطقة نفوذه.
عفت عن إسماعيل السلطات بسبب دوره في الحرب الأهلية عام 1860 في أوائل عام 1866. وفي نوفمبر 1866 دعا رشيد باشا والي ولاية سوريا التي كانت تضم جبل حوران إسماعيل إلى دمشق. واجتمعوا في الأول من ديسمبر وعين رشيد باشا إسماعيل مديرًا (حاكم إقليمي) لجبل الدروز (اسم بديل لجبل حوران). وفي الواقع اعترف العثمانيون بسلطة إسماعيل القانونية في جبل حوران وأثار التعيين الرسمي المزيد من العداء بين عشيرتي حمدان وبني عامر اللتين شكلتا تحالفًا مع القرويين المسلمين في سهل حوران والقبائل البدوية المحلية للحد من سلطة إسماعيل. إن حسين الحجري شيخ العقل الدرزي (الزعيم الروحي) توسط في النزاع وأشرف على اتفاق مصالحة بموجبه تسيطر قبيلة بني الأطرش على 18 قرية في حين حصلت العائلات البارزة الأخرى على مناطق أصغر خاصة بها.
وفي عام 1868 اتُهم إسماعيل وحازمة الحنيدي بالتورط في مقتل فارس عامر مما دفع خليفة فارس أسد وواقد الحمدان إلى الانضمام إلى قبيلة البدو الصولوت في حربهم ضد إسماعيل. كما سعى رشيد باشا إلى تجنب المزيد من التدهور في المحافظة ودعا شيوخ الدروز إلى محادثات المصالحة في دمشق. وفي الاتفاق اللاحق استبدلوا إسماعيل كمدير بابنه إ. إضافة إلى ذلك أعيد تنظيم جبل حوران ليديره مجلس يتكون من شيوخ الدروز ويشرف عليه القائمقام. قسمت المنطقة إلى أربعة نواحي (مناطق فرعية مفردها: ناحية) بناءً على حدود المشيخات الدرزية القائمة. وكان لإسماعيل ثمانية أبناء وعيّن كل واحد منهم على رأس قرية كبيرة تسيطر عليها العشيرة، أما القرى الأصغر فكانت تحت إشراف شيخ الأطرش في صلخد.

## وفاته
توفي إسماعيل في نوفمبر 1869 وخلفه ابنه إبراهيم. حيث انتشرت الشائعات بأن إسماعيل مات مسمومًا وأن واكد من بني عامر هو المسؤول عن ذلك. فبعد وفاة إسماعيل نشأ صراع على السلطة بين ابنيه إبراهيم وشبلي والذي انتهى عندما اعترف الأخير بأخيه الأكبر خليفة لإسماعيل. وفي نهاية المطاف تولى شبلي دور والده بعد وفاة إبراهيم.

## الفهرس
- Farah، Caesar E.؛ Centre for Lebanese Studies (Great Britain) (2000). Politics of Interventionism in Ottoman Lebanon, 1830–1861. I. B. Tauris. ISBN:9781860640568.
- Fawaz, L.T. (1994). An Occasion for War: Civil Conflict in Lebanon and Damascus in 1860. University of California Press. ص. 190. ISBN:9780520087828. اطلع عليه بتاريخ 2015-04-16. Isma'il al-Atrash.
- Firro، Kais (1992). A History of the Druzes. BRILL. ج. 1. ISBN:9004094377. مؤرشف من الأصل في 2023-01-06.